# 316 (số)
316 (ba trăm mười sáu) là một số tự nhiên ngay sau 315 và ngay trước 317.